# Georgina Born
Georgina „Georgie“ Born (* 15. November 1955 in Wheatley, Oxfordshire, England) ist eine britische Anthropologin, Hochschullehrerin und Musikerin. Als Musikerin ist sie bekannt als Georgie Born, in ihrem akademischen Umfeld benutzt Georgina Born ihren vollen Namen.

## Leben und Wirken
Born ist die Tochter der Psychoanalytikerin Faith Born und des Pharmakologen Gustav Victor Rudolf Born und Enkelin des Nobelpreisträgers Max Born. Die britisch-australische Sängerin, Songwriterin und Schauspielerin Olivia Newton-John war ihre Cousine ersten Grades. Born studierte Cello am Royal College of Music in London und ist in verschiedenen Richtungen der klassischen wie der modernen Musik beheimatet. Dies umfasst ihr Mitwirken im Penguin Cafe Orchestra, im Orchester von Michael Nyman sowie bei The Flying Lizards. Sie spielte mit einer Jazzrock-Gruppe The Hi-Tones, bevor sie 1976 Mitglied der englischen Art- und Avantgarde-Rock-Gruppe Henry Cow wurde als deren Cellistin und Bassistin. Zu Henry Cow gehörte sie bis zu deren Auflösung 1978. Währenddessen wirkte sie auch bei National Health mit.
1977 gründete sie zusammen mit Lindsay Cooper, Sally Potter und Maggie Nicols die Feminist Improvising Group, mit der sie die nächsten Jahre auf Tourneen war. Parallel spielte Born Konzerte und machte Aufnahmen mit einer Reihe von Gruppen und Musikern wie Lindsay Cooper, Bruford und Mike Westbrook, insbesondere als Cellistin des Westbrook Orchesters. Ihr Spiel ist besonders herausragend auf dem Westbrook-Live-Album The Cortege. Dabei spielte Born Cello und Bassgitarre auch in zahlreichen Soundtracks in Fernseh- und Kinofilmen der Komponisten Lindsay Cooper und Mike Westbrook, darunter auch für das Drama Caught on a Train von Stephen Poliakoff (1980). Sie spielte auch eine Statistinnenrolle in Sally Potters Film The Gold Diggers (1983).
In der Zeit war sie auch an Aufnahmen mit der britischen Post-Punk-Gruppe The Raincoats um Ana da Silva und Gina Birch beteiligt und spielte improvisierte Musik mit Lol Coxhill, Steve Beresford, David Toop und anderen als Mitglied des London Musicians’ Collective. In den 1980ern war sie zeitweise Mitglied von Derek Baileys frei improvisierender Gruppe Company.
Nach ihrer Musikerinnenkarriere hat sie sich in Anthropologie am University College London promoviert. Danach hielt sie Vorlesungen an der University of Cambridge. 1997 bis 1998 war sie Senior Research Fellow des King’s College (Cambridge) und 1998 bis 2006 Fellow (und Direktorin des Studiengangs Sozialwissenschaften und Politologie) des Emmanuel College (Cambridge). 2006 bis September 2010 war sie Professorin für Soziologie, Anthropologie und Musik an der University of Cambridge und Honorarprofessorin für Anthropologie des University College London. Seit Oktober 2010 ist sie Professorin für Musik und Anthropologie an der University of Oxford. Sie ist Fellow des kultursoziologischen Zentrums der Universität Yale, International Fellow der Australischen Soziologischen Vereinigung sowie Mitglied des Beirats der Studien zur Wertungsforschung (Wien – London – New York: Universal Edition).
Born gehört dem sozial- und geisteswissenschaftlichen Expertenausschuss des Europäischen Forschungsrats an. Außerdem ist sie Vorsitzende des Programmausschusses Kunst und Wissenschaft des Wiener Wissenschafts-, Forschungs- und Technologiefonds (WWTF) sowie Forschungsleiterin der durch den Kanadischen Forschungsrat für Sozial- und Geisteswissenschaften (SSHRC) geförderten Gemeinschaftsforschungsinitiative ‘Improvisation, Community, and Social Practice’.
2008 wurde sie mit der Dent Medaille der Royal Musical Association für ihre Beiträge zur Musikforschung ausgezeichnet. 2014 wurde sie in die British Academy, 2015 in die Academia Europaea gewählt.

## Wissenschaftlicher Ansatz
Born arbeitet mit ethnologischen, soziologischen, musikwissenschaftlichen, kulturhistorischen und politologischen Zugängen. So forschte sie mit einem ethnologischen Ansatz über Produktionsbedingungen kulturellen Schaffens, insbesondere in Musik, Fernsehmedien, Informationstechnologien und zu europäisch-nordamerikanischen Wissenssystemen und Geistesgeschichte. Sie untersuchte unter anderem die Transformation des BBC und des britischen öffentlichen Rundfunksystems des letzten Jahrzehnts, forschte zur Institutionalisierung der musikalischen Avant-Garde und musikwissenschaftliche Kooperationen des Institut de recherche et coordination acoustique/musique (IRCAM) von Pierre Boulez und zu Verschiedenheit, Repräsentanz und Annäherung in der westlichen Musik. In kritisch vergleichenden Untersuchungen zu Interdisziplinarität und Gesellschaft mit dem Geographen Andrew Barry und der Sozialanthropologin Marilyn Strathern analysierte sie 2004 bis 2006, was interdisziplinäre Zusammenarbeit, welche Naturwissenschaften und Ingenieurwesen einerseits und andererseits die Künste und Sozialwissenschaften zusammenbringt, ausmacht. Des Weiteren arbeitet sie zu normativen Dimensionen der öffentlichen Dienstleistung Rundfunk mit dem Fokus darauf, wie Demokratietheorie und Theorien gesellschaftlicher und soziokultureller Differenzen (vgl. etwa der Gender Studies) eingebracht werden können in die Analyse der Zukunft öffentlicher Mediensysteme. Einen weiteren Schwerpunkt bilden Fragen nach Musik, Klang und der Rekonfiguration von öffentlichem und privatem Raum.

## Bibliographie
- Georgina Born: Rationalizing Culture: IRCAM, Boulez, and the Institutionalization of the Musical Avant-Garde. University of California Press, 1995, ISBN 0-520-20216-3 (englisch).
- Georgina Born und David Hesmondhalgh: Western Music and Its Others: Difference, Representation, and Appropriation in Music. University of California Press, 2000, ISBN 0-520-22084-6 (englisch).
- Georgina Born: Uncertain Vision: Birt's BBC and the Erosion of Creativity. Secker & Warburg, 2004, ISBN 0-436-20562-9 (englisch).
- Georgina Born, Andrew Barry: Interdisciplinarity: Reconfigurations of the Social and Natural Sciences. Routledge 2013.
- Music, Sound and Space: Transformations of Public and Private Experience. Cambridge University Press 2013.
- Georgina Born, Eric Lewis, Will Straw: Improvisation and Social Aesthetics. Duke University Press 2017.

## Diskographie
Mit Art Bears
- Hope and Fears (1978)

mit National Health
- Of Queues and Cures (1978)

mit Henry Cow
- The Road. Vol. 6–10 (1977–78)
- Western Culture (1979)

mit Bruford
- Gradually Going Tornado (1980)

mit Mike Westbrook
- Bright as Fire (1980)
- The Cortege (1982)
- On Duke’s Birthday (1989)

mit Lindsay Cooper
- Rags (1981)
- The Golddiggers – Original Soundtrack to the film The Gold Diggers by Sally Potter (1983)
- Music for Other Occasions (1986)

mit News from Babel
- Work Resumed on the Tower  (1983)

mit Peter Blegvad
- The Naked Shakespeare (1983)